# 墨西哥虎鯊

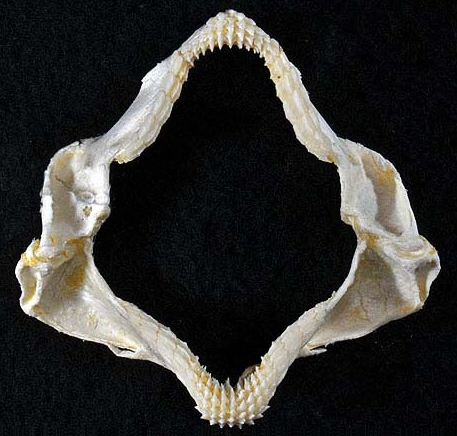
墨西哥虎鯊的上下頷

墨西哥虎鯊（學名：Heterodontus mexicanus）是軟骨魚綱虎鯊目虎鯊屬的一個物種，又名墨西哥異齒鯊，分布於東太平洋墨西哥至哥倫比亞海域，深度0至50公尺，本魚體延長，前部粗大，後部漸細小，圓柱形的軀幹，頭部圓鈍，眼睛後面有小氣孔，體灰棕色，鰭和身體上散佈著黑色斑點，背鰭2個，各具一硬棘，第一背鰭起點於胸鰭基部後端，第二背鰭略小於第一背鰭，體長可達170公分。棲息在近岸的岩石、珊瑚礁或沙地，屬肉食性，以螃蟹及底棲性魚類為食，卵生的，雌魚將螺旋狀卵殼附著在海底的岩石上，可以用來製成魚粉或食用。